# Nationalföreningen mot emigrationen

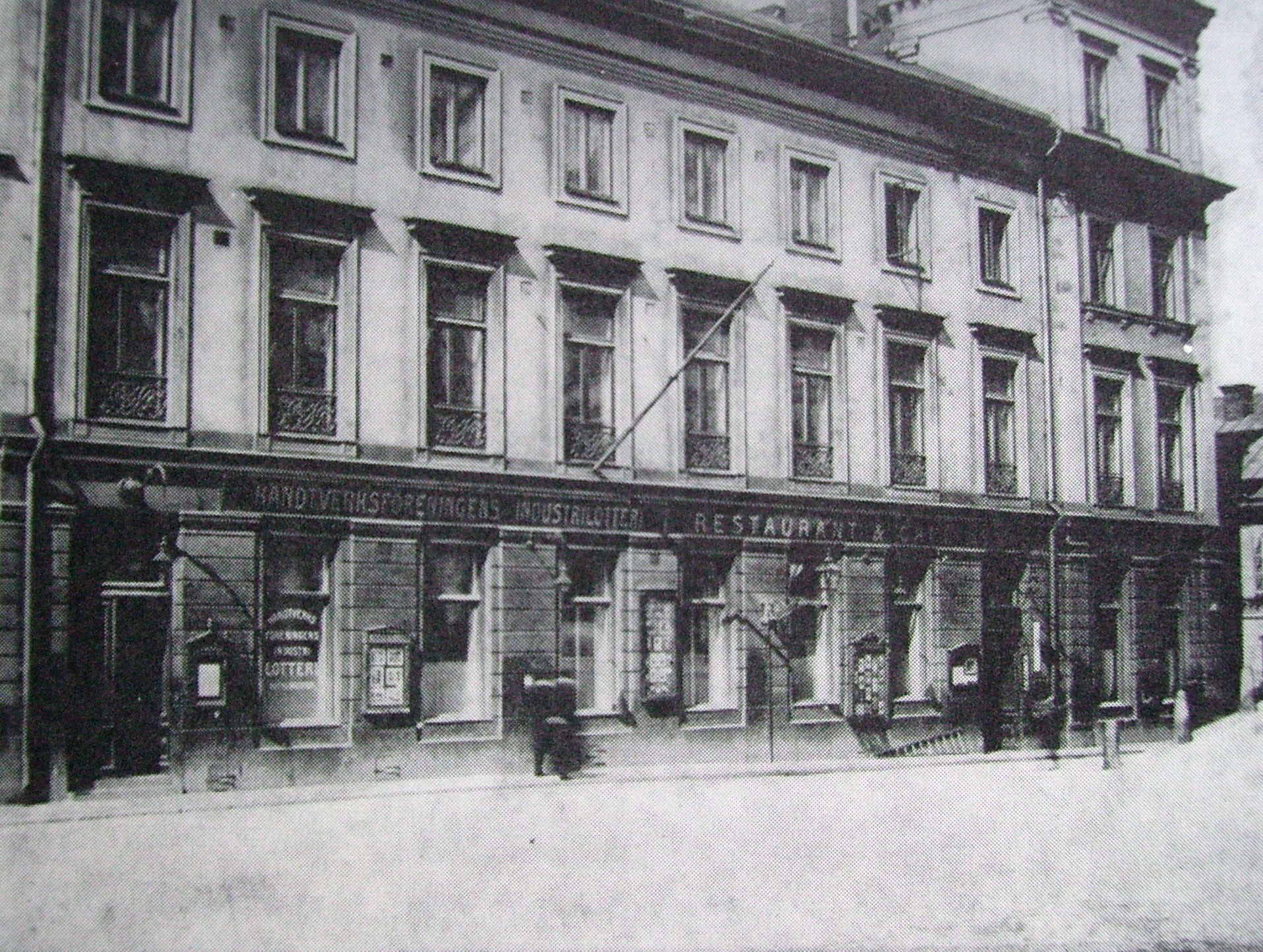
Restaurang Runan på Brunkebergstorg 15 i Stockholm. (1904)

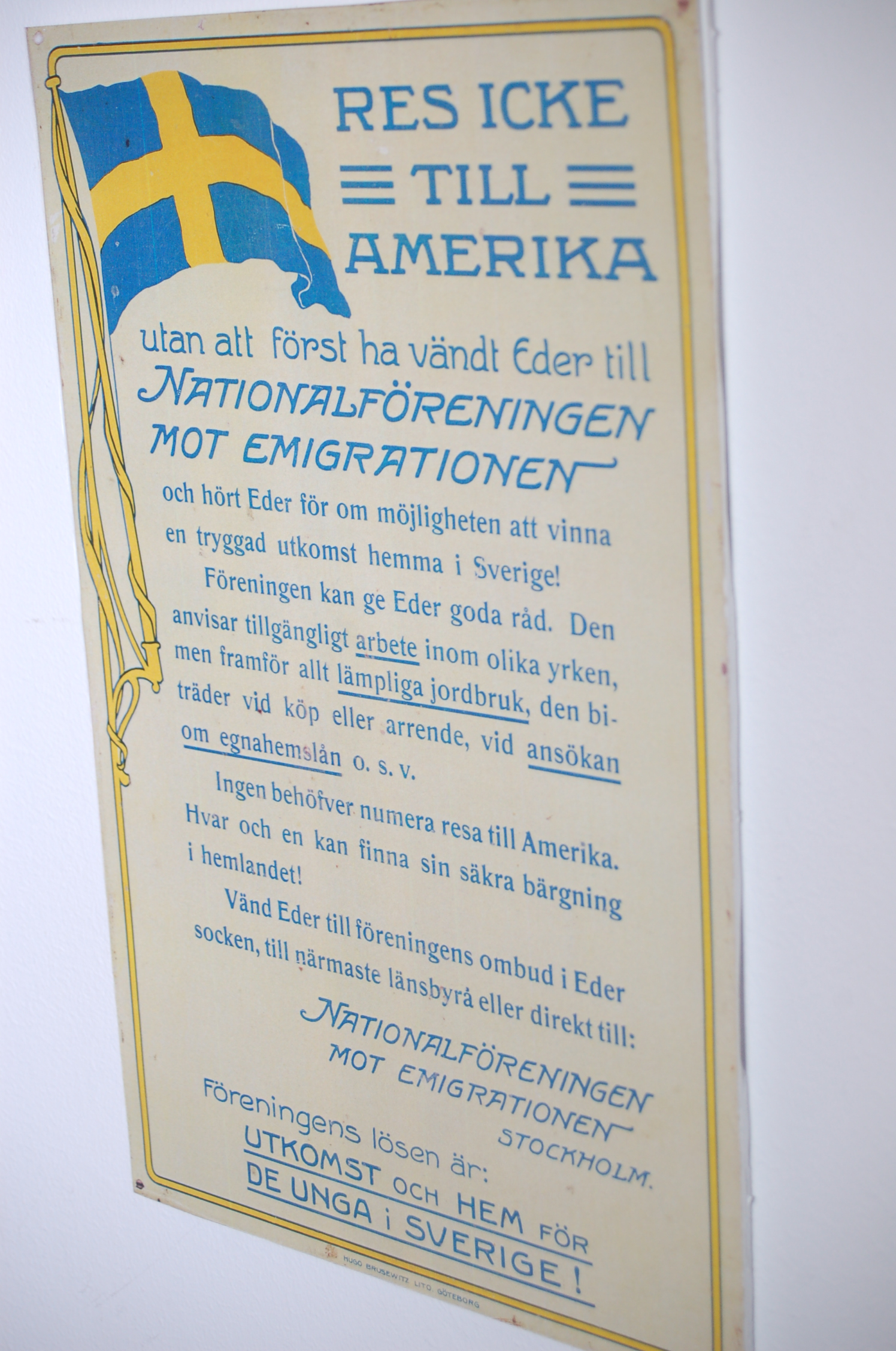
Plakat mot emigrationen

Nationalföreningen mot emigrationen bildades på restaurang Runan i Stockholm den 22 maj 1907 och bedrev dels propagandaverksamhet till emigrationens förebyggande, dels förmedlingsverksamhet för anvisning av arbetstillfällen och beredande av egnahem m.m. Kronprins Gustaf Adolf var högste beskyddare. Ledare var Adrian Molin, den formelle ordföranden var Gösta Tamm. Oron för att landet skulle utarmas genom alltför stor emigration var grunden till detta initiativ. 
Uppropet undertecknades av 92 personer; bland namnen återfinns 58 riksdagsmän och titlar som biskop, landshövding, disponent, direktör, godsägare, tjänsteman, vetenskapsman och redaktör. Samma mönster återfinns i styrelsen, och ännu mer hos lokalföreningens medlemmar, där borgmästare, tjänstemän och disponenter dominerar. Uppropet innehöll namn som Sam Clason, Pontus Fahlbeck, Harald Hjärne, Rudolf Kjellén, Otto von Zweigbergk, Erik Palmstierna, Gustav Sundbärg och Nils Wohlin. 
År 1917 hade organisationen högst 16 000 medlemmar, var starkt finansierad och hade 20 lokalkontor. Man höll föreläsningar, delade ut flygbrev, tidningar. Sedan emigrationsfrågan kommit i ett förändrat läge genom utvandringens minskning och framför allt genom USA:s immigrationsrestriktioner, förlorade Nationalföreningen mot emigrationen sin egentliga uppgift och dess jordförmedlingsverksamhet övertogs av statliga organ. 
1925 ombildades Nationalföreningen mot emigrationen till Sällskapet Hem i Sverige. Föreningen var knuten till egnahemsrörelsen genom AB Svensk Jordförmedling och till staten genom Statens Egnahemsfond.
Föreningen gav ut kvartalstidskriften Hem i Sverige, med Adrian Molin som förste redaktör.